# Pedrera romana del Mèdol
La pedrera romana del Mèdol és una gran foia, o conca, coneguda com el Clot del Mèdol, de més de 200 metres de llargada i una amplada d'entre 10 i 40 metres, produïda per la constant extracció de pedra calcària —molt freqüent a la zona— en època romana per construir els edificis més importants de Tàrraco. Al centre de la pedrera s'alça una agulla de pedra no excavada.
El trasllat dels carreus a la ciutat es realitzava a través de la Via Augusta, adjacent a la pedrera. Es calcula que de la pedrera es van extreure, aproximadament, uns 50 mil metres cúbics de pedra.
Ubicada a 6 quilòmetres, aproximadament, de Tarragona, al costat de l'àrea de servei del mateix nom de l'autopista AP-7, des d'on és fàcilment accessible.
A mitjans del segle XIX s'identifica el lloc i al segle XX es reconeix com a vestigi romà. El 1985 es reconeix com a Bé d'Interès Cultural (BIC) i el 1993 com a Bé Cultural d'Interès Nacional (BCIN). La pedrera va quedar inclosa al conjunt arqueològic de Tàrraco, declarat conjuntament com a Patrimoni de la Humanitat per la UNESCO l'any 2000.
Per la seva proximitat a l'autopista de la Mediterrània els terrenys eren propietat de l'empresa Acesa, posteriorment Abertis, des del 1988. Conjuntament amb les administracions públiques en va gestionar les investigacions i rehabilitacions. L'any 2010 amb un incendi forestal a la zona es van descobrir nous espais d'alt valor que conferien una millor interpretació de les restes. Es van impulsar millores diverses que van permetre reobrir l'espai el 2014. Tot i la finalització de la concessió de l'autopista, del grup Abertis, va voler seguir gestionant aquests terrenys. Finalment es va arribar a un acord amb la Generalitat de Catalunya per dur a terme el canvi de titularitat de la finca. El 12 de maig de 2025 es formalitza l'acord i passa a ser un nou espai, propietat de la Generalitat, i gestionat pel Museu Nacional Arqueològic de Tarragona (MNAT).
Actualment es coneixen una desena de pedreres explotades en època romana, encara que la més espectacular, per les dimensions i el bon estat de conservació, és la del Mèdol.